# Paul Marchioni
Paul Marchioni est un footballeur français né le 1er janvier 1955 à Corte (Haute-Corse).

## Biographie
Formé à l'INF Vichy, il a évolué comme défenseur et a été le capitaine de l'équipe bastiaise victorieuse de la Coupe de France en 1981.
Il était recruteur pour l'AS Monaco, avant de signer comme recruteur pour les Girondins de Bordeaux en 2011.

## Carrière de joueur
- 1974-1981 :  SC Bastia
- 1981-1983 :  OGC Nice
- 1983-1989 :  SC Bastia[1]

## Palmarès
- Finaliste de la Coupe de l'UEFA 1978 avec le SC Bastia
- Vainqueur de la Coupe de France 1981 avec le SC Bastia

## Source
- Col., Football 84, Les guides de l'Équipe, 1983, cf. page 11.